# Attentat de Damas du 15 mars 2017
Pour les articles homonymes, voir attentat de Damas.
L'attentat du 15 mars 2017 à Damas est un attentat-suicide perpétré dans un tribunal de Damas, la capitale syrienne, le 15 mars 2017, pendant la guerre civile. L'explosion fait trente-deux morts et une centaine de blessés.

## Contexte
L'attentat a lieu le jour du sixième anniversaire du début de la guerre civile, considérée à ce moment-là comme le conflit le plus meurtrier depuis le début du XXIe siècle. La ville de Damas, aux mains du régime de Bachar el-Assad, est encore durement touchée par le violent attentat contre des chiites quatre jours plus tôt, qui avait fait 74 morts.

## Déroulement
Il est environ 13 h 10, ce mercredi 15 mars, quand un homme se présente à l'entrée de l'ancien palais de justice, situé dans le quartier central d'Hamidiyé près de l'entrée du plus célèbre souk de la ville et qui abrite deux tribunaux : le tribunal religieux chargé des affaires matrimoniales et le tribunal pénal. C'est une heure de grande affluence et de nombreuses personnes se trouvent à l'intérieur. La police essaye de l'empêcher d'entrer mais il parvient à leur échapper et se jette à l'intérieur où il se fait exploser, provoquant une puissante détonation. 
Le bruit et le souffle provoquent une panique dans le bâtiment et de nombreuses personnes se réfugient dans la bibliothèque, située dans les étages supérieurs.

## Bilan
Le bilan est de trente-deux morts et d'une centaine de blessés. 

## Deuxième attentat
Le même jour, moins de deux heures après l'explosion, un autre terroriste est repéré par les services de sécurité dans les rues de Raboué, un quartier à l'ouest de Damas. Après une course-poursuite, cerné, il se réfugie dans un restaurant où il actionne sa ceinture d'explosifs, faisant 25 blessés.

## Réactions
Le double attentat n'est pas immédiatement revendiqué mais le groupe rebelle salafiste Ahrar al-Cham publie un communiqué dans lequel il « condamne dans les termes les plus forts les attentats terroristes criminels ». Suspecté, le Hayat Tahrir al-Cham a démenti en être l'auteur,
L'attentat est finalement revendiqué le 30 mars par l'État islamique, dans une publication de son magazine hebdomadaire en ligne Al Nabaa.